# Ampulloclitocybe
Ampulloclitocybe is een geslacht van schimmels behorend tot de familie Hygrophoraceae. De typesoort is Ampulloclitocybe clavipes.

## Soorten
Volgens Index Fungorum telt het geslacht twee soorten (peildatum november 2021):
| Soortnaam                      | Auteur(s)                                     | Publicatiejaar |
| ------------------------------ | --------------------------------------------- | -------------- |
| Ampulloclitocybe avellaneialba | (Murrill) Harmaja                             | 2003           |
| Ampulloclitocybe clavipes      | (Pers.) Redhead, Lutzoni, Moncalvo & Vilgalys | 2002           |